# 5 (Die Antwoord)
5 è un EP del gruppo hip hop sudafricano Die Antwoord, pubblicato nel 2010.

## Tracce
1. Enter the Ninja – 5:05
2. Wat Kyk Jy? – 4:36
3. I Don't Need You – 3:57
4. Fish Paste – 4:17
5. Enter the Ninja (DJ Fishsticks Remix) – 3:21